# Fidena bocainensis
Fidena bocainensis är en tvåvingeart som först beskrevs av Lutz och Castro 1936.  Fidena bocainensis ingår i släktet Fidena och familjen bromsar. Inga underarter finns listade i Catalogue of Life.